# Getsemane (sång av Kjell Höglund)
Getsemane är en sång skriven och först framförd av den svenske artisten Kjell Höglund år 1984. Låten släpptes som Höglunds första singel och fanns även med på hans 8:e album Tidens Tecken (1984). Höglunds låt Genesarets sjö släpptes som singelns baksida.
Titeln "Getsemane" syftar på trädgården i Jerusalem vid samma namn. Låten tillhör Höglunds mer kända verk och har även tolkats av Ellinor Brolin på albumet Det tredje årtusendet (2022).